# 巴德拉·贡巴
巴德拉·祖拉博维奇·贡巴（1982年8月14日—），阿布哈兹政治人物，自2025年4月2日起任阿布哈兹总统。

## 生平
2011年10月13日，贡巴获新任阿布哈兹总统亞歷山大·安克瓦布延揽入阁，出任阿布哈兹文化与历史文化遗产保护部长。2014年5月革命过后，劳尔·哈津巴当选新一任总统，贡巴的职务被埃尔薇拉·阿尔萨利娅取代。2020年阿布哈兹总统选举，贡巴担任阿斯蘭·布扎尼亞的竞选副手，布扎尼亚胜选后出任副总统。
2024年11月19日，因示威者冲击国会，时任总统阿斯蘭·布扎尼亞宣布辞职，由贡巴担任代总统。2025年阿布哈兹总统选举，贡巴独自参选，外界认为他是此次选举中最受俄罗斯支持的候选人。2月15日首轮投票结束后，贡巴以47%的得票率晋级第二轮，与阿德古尔·阿尔津巴展开最后的角逐，最终在3月1日的次轮投票中以55%得票率胜选。同年4月2日，正式宣誓就职。
贡巴拥有会计审计学位，也是经济学博士。